# TV12
TV12 is een Zweeds televisiekanaal dat eigendom is van TV4-gruppen. Het kanaal startte op 29 maart 2014 met de film Rocky als eerste uitzending , op datzelfde moment werd het kanaal TV4 Sport Xtra beëindigd. Het kanaal focust zich op levensstijl en sport, met lifestyleprogramma's op werkdagen en sport in de weekenden. In de avond worden er films vertoond. De doelgroep van de zender is zowel mannen als vrouwen.
Op 5 januari 2016 behaalde het kanaal een nieuw kijkcijferrecord. 952.000 kijkers keken toen Zweden speelde tegen Finland in de halve finale van het junior wereldkampioenschap ijshockey.

## Programma's
Een selectie van programma's die worden uitgezonden op TV12:

### Zelfgeproduceerd
- Framgång i sikte
- Ride

### Ingekocht
- Extreme makeover - weight loss edition
- How clean is your house
- Mysterious girl

### Sport
- Bandy: VM 2015
- Fotboll: PSG:s matcher i Ligue 1
- Fotboll: Toppmatcher i Superettan
- Fotboll: Toppmatcher i Serie A